# Мурадова, Огульсапар
Oгульсапар Мурадова (1948 — 14 сентября 2006) — корреспондент радио «Свобода».

## Биография
Родилась в городе Ашхабаде Туркменской ССР. С 2004 года работала корреспондентом радио «Свобода» и радио «Свободная Европа». Была арестована сотрудниками МНБ Туркменистана по подозрению в причастности к антиправительственному заговору, обвинена в хранении оружия. На суде вину не признала. Умерла в тюрьме. По утверждению активистов международной правозащитной организации «Репортёры без границ», причиной смерти являются побои.

## Арест, суд и тюремное заключение
Мурадова была арестована сотрудниками Министерства национальной безопасности Туркменистана в Ашхабаде 18 июня 2006 года без предъявления обвинений. По сообщению Deutsche Welle, причиной ареста было содействие Мурадовой французским журналистам в осуществлении несанкционированной съёмки скрытой камерой для независимого репортажа о Туркменистане.
По мнению правозащитников, после ареста к Мурадовой применялись психотропные средства, чтобы вынудить её признаться в подрывной деятельности (участии в заговоре против бывшего президента Туркменистана, Сапармурата Ниязова). На суде ей было предъявлено обвинение в хранении оружия. Вину Мурадова не признала и была приговорена к 6 годам заключения.
Содержалась в тюрьме без права переписки и без доступа к адвокату с момента их задержания в середине июня..
13 июля 2006 года американский Совет управляющих вещанием принял резолюцию, требующую немедленного освобождения Мурадовой.
17 июля Радио Свободная Европа/Радио Свобода направило письмо министру иностранных дел Туркменистана, призвав освободить Мурадову. В письме исполняющий обязанности президента РСЕ/РС Джеффри Н. Тримбл просил министра иностранных дел Туркменистана Рашида Мередова «донести до своего правительства позицию РСЕ/РС, что госпожа Мурадова задержана незаконно и должна быть немедленно освобождена».

## Обстоятельства смерти
14 сентября 2006 года Мурадова умерла в тюрьме, по официальному заключению — от сердечного приступа. Deutsche Welle со ссылкой на близких семьи Мурадовой сообщает, что на теле Мурадовой были следы побоев, а задержанные по тому же делу лица подтвердили жестокое обращение с ней во время предварительного заключения. По мнению правозащитников, Мурадова умерла насильственной смертью. Международные правозащитные организации требовали расследования обстоятельств смерти Мурадовой, но оно не было произведено.